# Vous les hommes
 (septembre 2020).
Albums de Fanny J
Secrets de femme
(2009)
Singles
Vous les hommes est le premier album studio de Fanny J, sorti en 2007 sur le label Section Zouk et produit par le chanteur Warren,.
En 2008, le label Warner Music Group réédite l'album avec deux titres supplémentaires.

## Historique
Elle a commencé très tôt dans la musique en participant à divers concours de musique locaux en Guyane comme Révélation Podium et Podium Inter-Lycées de Guyane et a très tôt adopté le genre musical zouk.
Lors de l'un des concours, elle a rencontré Warren, un auteur-compositeur et producteur bien connu qui lui a offert la chanson On t’a zappé. En 2006, elle a déménagé à Limoges, en France, pour ses études, mais a poursuivi ses aspirations musicales en préparant un album.
En 2007, Warren a écrit Ancrée à ton port pour elle.

## Promotion et sortie
La première édition de Vous les hommes sort en 2007 et contient 16 morceaux. Ce premier opus regroupe divers univers musicaux et des chansons dans plusieurs langues, produit par le label Section Zouk. Un an plus tard, l’album est réédité et l'artiste décroche une licence chez Warner Music. À cette même période, Fanny devient Fanny J et l'album avec Vous les hommes compte deux nouveaux titres.
C’est Ancrée à ton port qui lance réellement la carrière de la chanteuse en 2007. La voix de Fanny J ainsi que le refrain simple de la chanson s'exporte au-delà des Caraïbes. Son tube aura droit à un remix avec le rappeur Mokobé ainsi qu’à une « réponse » sur l’album de Warren. Sur l’album, figurent aussi d’autres tubes tels que Je l’aime qui raconte l’histoire d'une femme délaissée qui retrouve l’amour dans les bras d’un autre homme que le sien, ou encore Sé taw.
En 2009, la chanteuse donne son premier concert live sur sa terre natale, en Guyane. Le public répond largement présent pour soutenir l'enfant du pays.
Le succès de ce premier album est inespéré selon les aveux mêmes de la chanteuse qui part en faire la promotion en Europe, en Afrique et aux États-Unis. L'album s’écoule à plusieurs dizaines de milliers d’exemplaires et remporte une multitude de récompenses[réf. nécessaire].

## Singles
Le premier single de l'album Vous les hommes sera le tube Ancrée à ton port, une chanson zouk, qui parle de la passion entre elle et l'homme qu'elle aime, puis le deuxième single choisi sera Je l'aime, qui raconte l'histoire d'une femme délaissée qui retrouve l’amour dans les bras d’un autre homme que le sien.
Pour la réédition de 2008, 2 autres chansons seront choisi pour singles, Encore une fois et Wonderful en featuring avec Missié GG, qui sera réexploité plus tard.

## Listes des titres
| No. | Titre                            | Durée |
| --- | -------------------------------- | ----- |
| 1.  | Comment lui dire ? (Intro)       | 0:31  |
| 2.  | Ancrée à ton port                | 4:06  |
| 3.  | Mi amor                          | 5:07  |
| 4.  | Je l'aime                        | 4:24  |
| 5.  | Plus de mensonges (feat. Marvin) | 4:17  |
| 6.  | Lotan map tan'                   | 4:27  |
| 7.  | Sucré salé                       | 4:01  |
| 8.  | Mes regrets                      | 3:37  |
| 9.  | Vous les hommes                  | 3:33  |
| 10. | Mon évidence                     | 3:53  |
| 11. | Laisse moi du temps              | 5:02  |
| 12. | Se taw                           | 3:27  |
| 13. | Se ou ki la                      | 4:27  |
| 14. | Pas sans toi                     | 4:17  |
| 15. | Encore une fois                  | 4:02  |
| 16. | On t'a zappé (feat. Kryst'l)     | 4:27  |

| 17. | Wonderful (feat. Missié GG)            | 4:37 |
| 18. | Ancrée à ton port (Remix feat. Mokobé) | 4:08 |

## Classement
| Classements (2007) | Meilleure position |
| ------------------ | ------------------ |
| France (Snep)      | 50                 |